# Ghiță Ionescu
George Ghiță Ionescu (n. 21 martie 1913, București - d. 26 iunie 1996, Londra) a fost un diplomat român, profesor la Universitatea Manchester (engleză Manchester University) și  London School of Economics and Political Science (Nuffield Fellow, LSE 1963-1968), președinte al Comitetului pentru Unificarea Europeană al Asociaței Internaționale de Științe Politice (engleză International Political Science Association), Secretar General al Comisiei române de armistițiu cu forțele aliate (1944-1945), diplomat la Ambasada română din Ankara (1945-1947), Secretar General al Comitetului Național Român din diaspora (New York,  1955-1958), Director la „Radio Europa Liberă”, 1958-1963, ș.a.

## Activitatea
„Profesorul  Ghiță Ionescu (1913-1996) a fost cel mai  important politolog de origine română din secolul al XX-lea. Democrat convins, Ghiță Ionescu a părăsit România în momentul în care devenise clar că țara intrase în orbita de dominație sovietică. A militat activ în cadrul Comitetului Național Român, a fost un timp director al Departamentului Românesc al postului de radio „Europa Liberă”. Era un savant cu o puternică vocație etică, s-a opus totalitarismului în oricare dintre incarnările sale. A predat la London School of Economics (unde, împreună cu Isabel de Madariaga, a întemeiat revista „Government and Opposition”, una dintre cele mai respectate publicații din domeniul politicii comparative) și la „University of Manchester” (Vladimir Tismăneanu).
În urma evenimentelor anului 1989, după o absență de jumătate de secol, Ghiță Ionescu a revenit în România, unde Universitatea din București i-a acordat titlul de „Doctor Honoris Causa”.
S-a căsătorit în anul 1950 cu Valence Ramsay de Bois Maclaren, decedată în aprilie 1996, cu trei luni înaintea soțului. Nu au avut succesori.

## Cărți publicate (listă parțială)
- en Communism in Romania (Londra, Oxford University Press, 1964).
- en The Politics of the European Communist States (Londra, Weidenfeld & Nicolson, 1967).
- en ro Comparative Communist Politics (tradusă în 1992 de Editura Humanitas).
- A fost editorul revistei „Government and Opposition”
- en Between Sovereignty and Integration
- en Centripetal Politics: Government and the New Centres of Power
- en Communism in Rumania, 1944-1962
- en European Alternatives:Inquiry into the Policies of the European Community
- en Leadership in an Interdependent World: The Statesmanship of Adenauer, De Gaulle, Thatcher, Reagan, and Gorbachev
- en New Politics of European Integration (Study in Comparative Policy)
- en Opposition: past and present of a political institution, (The New thinker's library [25])
- en The Break-Up of the Soviet Empire in Eastern Europe
- en The Politics of the European Communist States
- en A Generation of Political Thought
- en Communist Rumania and Nonalignment, (April 1964-March 1965)
- en Comparative Communist Politics (Study in Comparative Policy)
- en Government and Opposition
- en Political Thought of Saint-Simon
- en Politics and the Pursuit of Happiness
- en Studies in comparative politics: compararative communists politics
- en The politics of the European communist states (Books that matter)
- en The Politics of the European Communist States (Nature of Human Society Series)
- en The Politics of the European Communist States / Ghita Ionescu
- en The Politics of the European State
- en The Reluctant Ally: a Study of Communist Neo-Colonialism (în colaborare cu De Madariaga, Isabel)
- en Opposition : Past and Present of Political Institution